# Pseudolycoriella nodulosa
Pseudolycoriella nodulosa är en tvåvingeart som först beskrevs av Werner Mohrig och Nina Krivosheina 1985.  Pseudolycoriella nodulosa ingår i släktet Pseudolycoriella och familjen sorgmyggor. Arten är reproducerande i Sverige. Inga underarter finns listade i Catalogue of Life.